# Oberleitungsbus Innsbruck

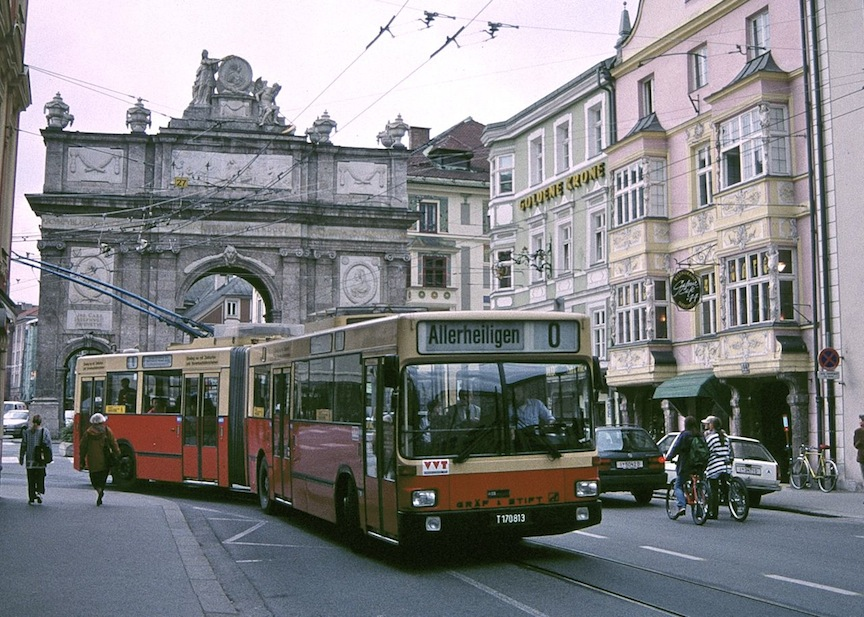
Obus vor der Triumphpforte, 1995

Der Oberleitungsbus Innsbruck war ein Oberleitungsbus-Betrieb in Österreich. Es bestanden dabei zwei zeitlich voneinander unabhängige Netze – das erste vom 8. April 1944 bis zum 29. Februar 1976, das zweite vom 17. Dezember 1988 bis zum 25. Februar 2007. In beiden Fällen ergänzte der Oberleitungsbus die Straßenbahn Innsbruck. Wie die Straßenbahn wurde auch der Oberleitungsbus von den Innsbrucker Verkehrsbetrieben (IVB) betrieben.

## Erster Betrieb (1944–1976)

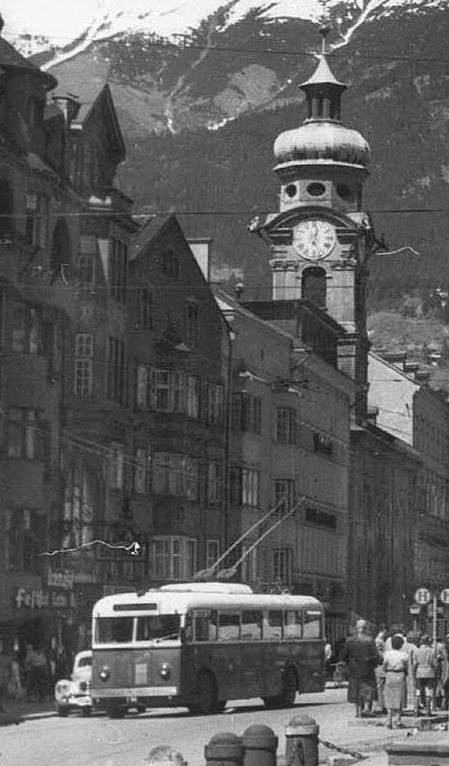
Obus in der Maria-Theresien-Straße, um 1960

### Geschichte
Da im Zweiten Weltkrieg der Autobusbetrieb durch Treibstoffmangel stark eingeschränkt wurde, wurde 1940 die Errichtung von drei Obuslinien beschlossen. Ab 1942 wurden die Fahrleitungen montiert, vermutlich wegen Materialknappheit wurden dabei Abstriche gegenüber den ursprünglichen Planungen gemacht. Am 8. April 1944 wurde die Linie C von Arzl nach Wiltenberg eröffnet, am 26. Juni die Linie A vom Marktgraben nach Hötting und am 9. August die Linie B von Hötting über den Bozner Platz nach Pradl. Durch Luftangriffe wurden immer wieder die Fahrleitungen beschädigt und der Verkehr musste eingestellt werden. In den ersten Jahren nach dem Krieg wurde der Betrieb durch Reifenmangel und Strommangel erschwert. Die Linienführung wurde insbesondere in der Innenstadt mehrmals geändert. Ab 1949 verkehrte die Linie A über den Hauptbahnhof, der ursprünglich als Ausgangspunkt aller Obuslinien vorgesehen war, was während des Krieges wegen der Bombenschäden nicht möglich war. 1963 wurde beschlossen, den Obusbetrieb wegen der als störend empfundenen Fahrleitungen auslaufen zu lassen. Am 30. Juni 1969 wurde die Linie B auf Autobusse umgestellt, am 17. April 1971 die Linie C und am 29. Februar 1976 die Linie A. Neben dem allgemeinen Trend zu fahrleitungsungebundenen Verkehrsmitteln hätte die Anpassung der Obuslinien an neue Einbahnstraßen zu große Kosten verursacht.
| Linie A | Hauptbahnhof – Markt – Schleife Hötting | 26. Juni 1944 bis 29. Februar 1976 |
| Linie B | Pradl – Bozner Platz – Hötting          | 9. August 1944 bis 30. Juni 1969   |
| Linie C | Arzl – Zentrum – Wiltenberg             | 8. April 1944 bis 17. April 1971   |

Eine Übersicht über die wechselnde Streckenführung in der Innenstadt geben die folgenden Fahrleitungspläne:

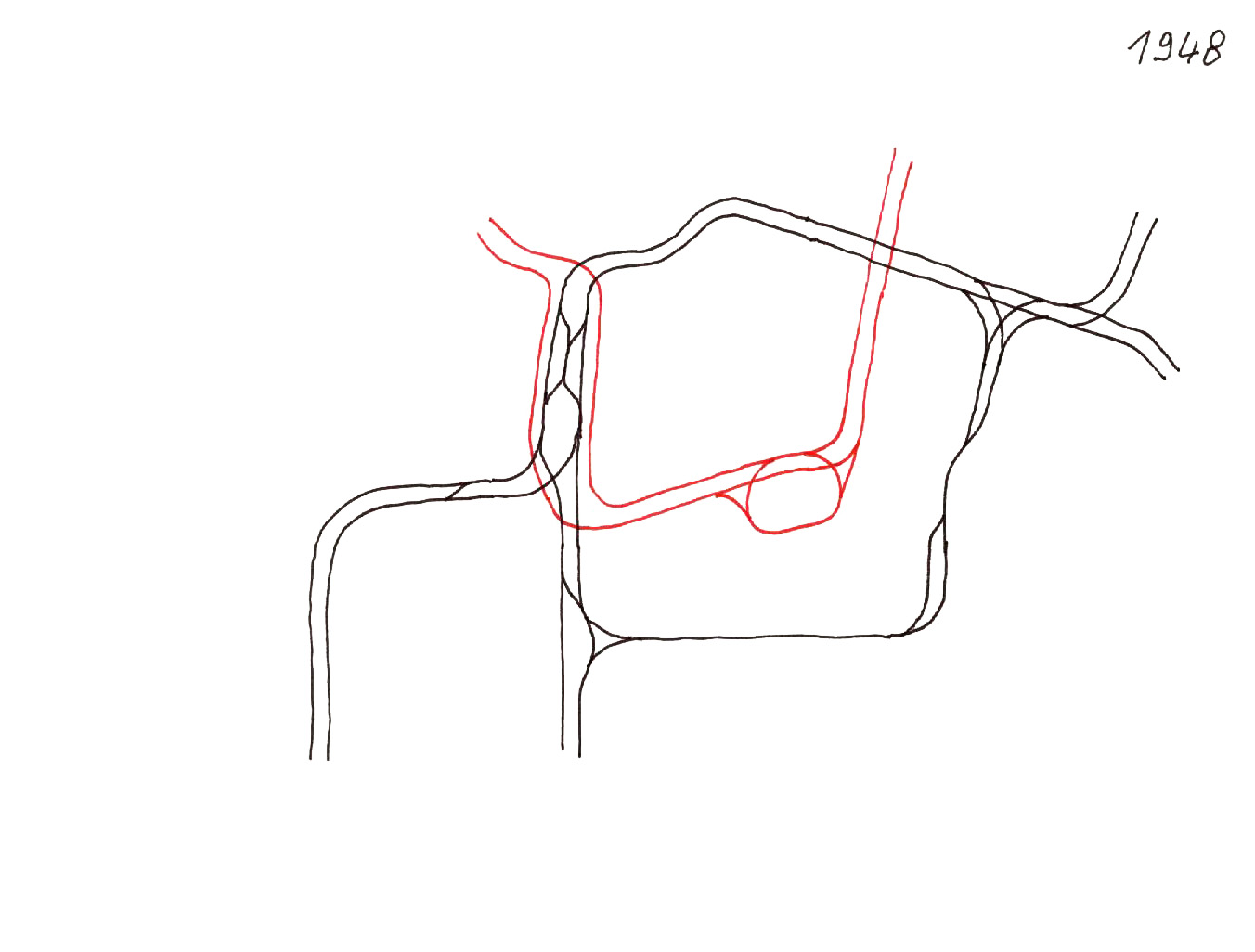
Stand 1948
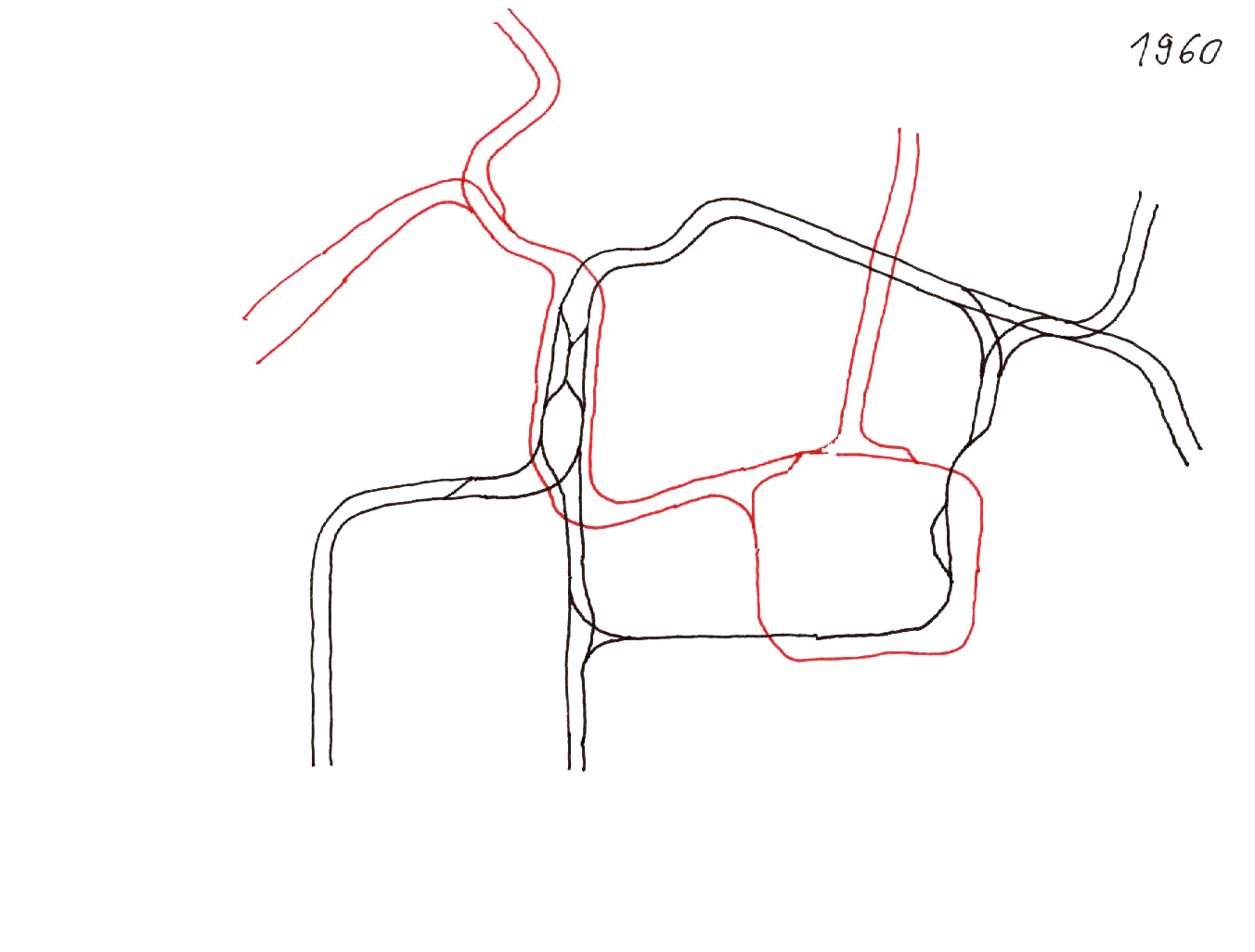
Stand 1960
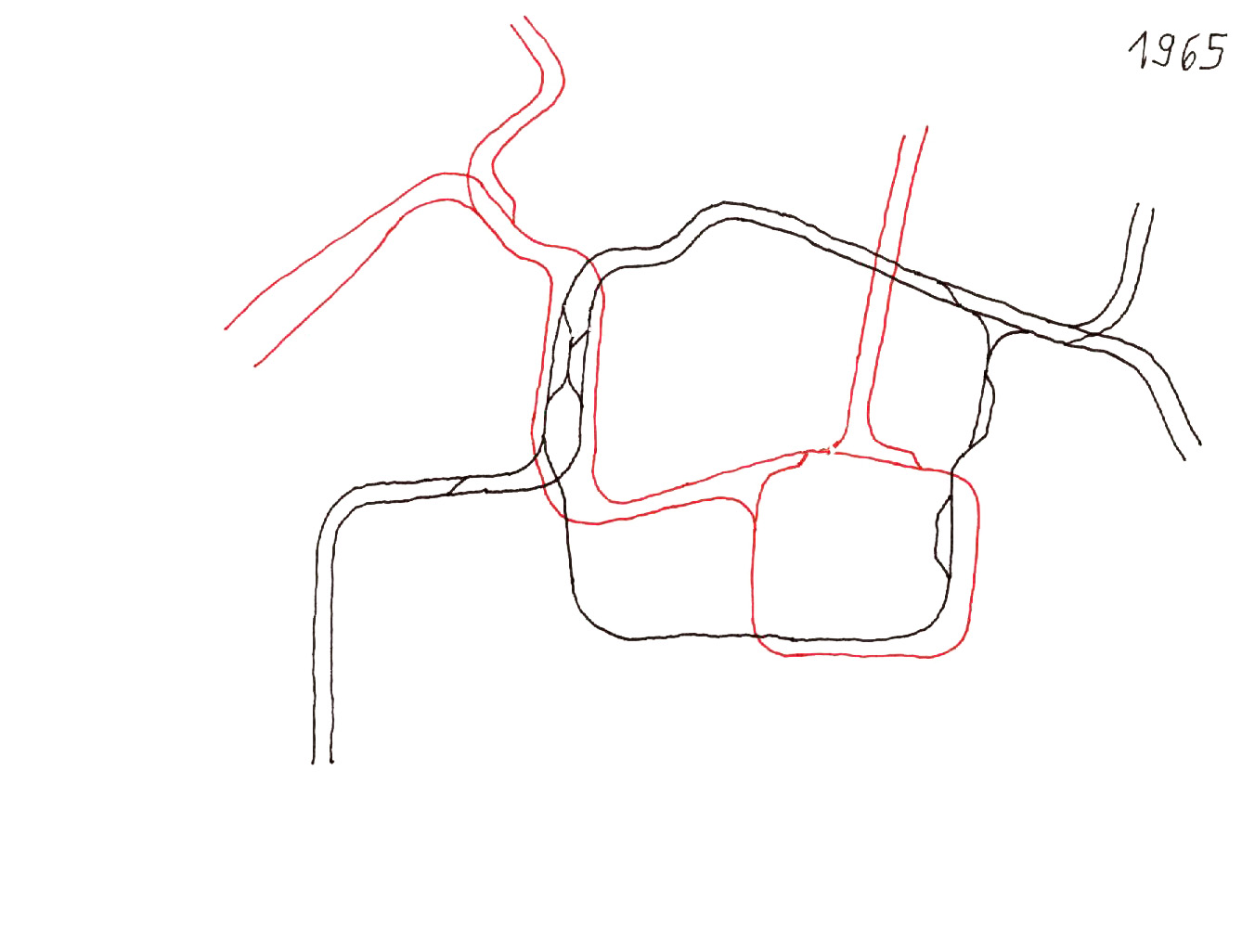
Stand 1965
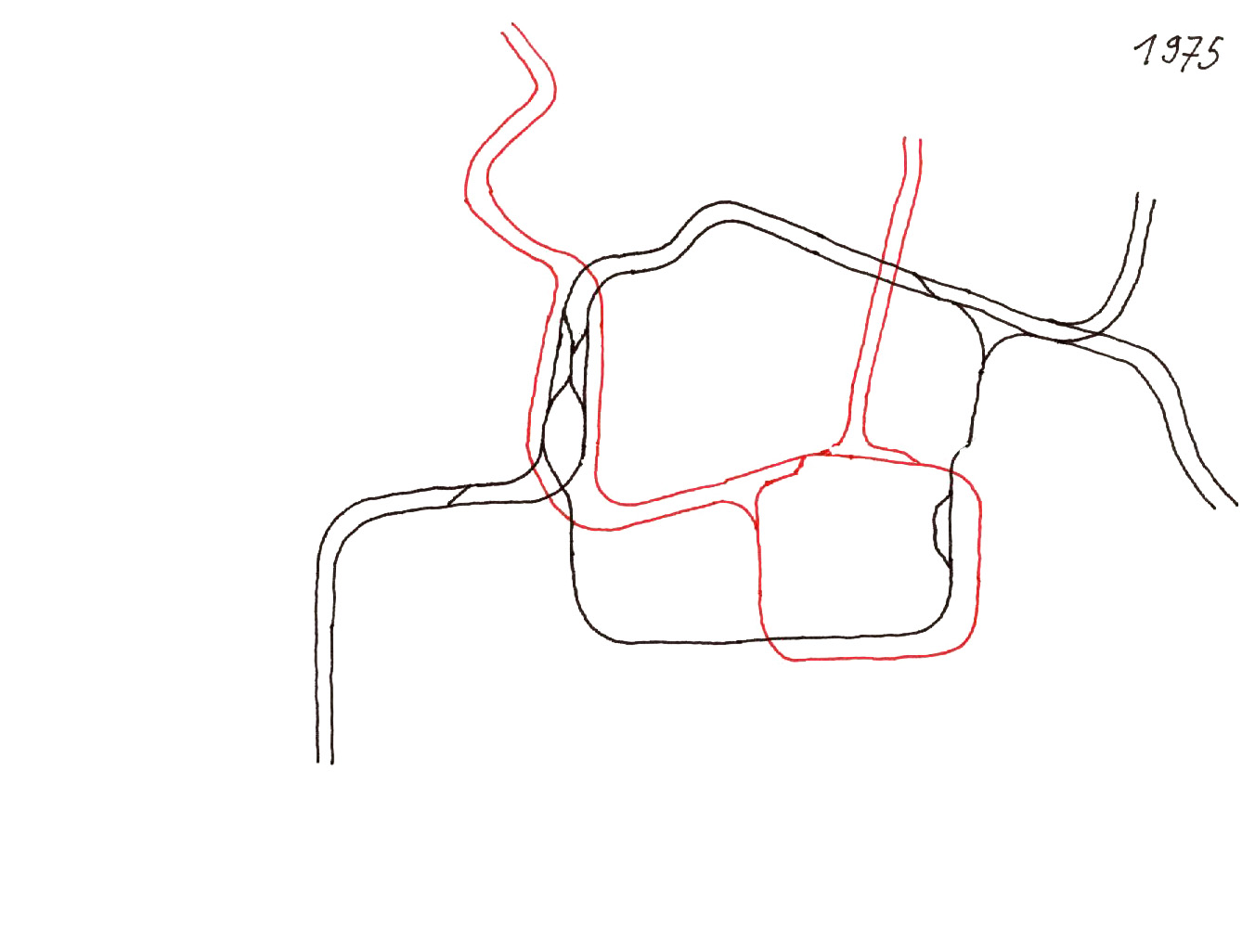
Stand 1975

### Fahrzeuge
1941 wurden 18 Obusse mit Fahrgestellen von Henschel, Aufbauten von Kässbohrer und elektrischer Ausrüstung von AEG bestellt, die 9 m lang sein und 45 Personen fassen sollten. Da diese nicht geliefert werden konnten, bekam Innsbruck im Jahr 1943 gebrauchte Obusse aus dem besetzten Italien zugewiesen. Zunächst kamen fünf Breda-Obusse mit elektrischer Ausrüstung von TIBB aus Rom (Betriebsnummern 10 bis 14), Baujahr 1936, mit 10 m Länge, 99 kW Leistung und Platz für 59 Fahrgäste. Es folgten Fiat-Obusse mit elektrischer Ausrüstung von CGE, davon vier aus Livorno (Nr. 15 bis 18, Baujahr 1935, Länge 10 m, Leistung 2 × 28,5 kW) und vier weitere aus San Remo (Nr. 19 bis 22, Baujahr 1941, Länge 10 m, Leistung 2 × 55,8 kW). 1947 bestellten die IVB sechs neue Obusse bei Gräf & Stift mit elektrischer Ausrüstung von BBC, die ab 1949 in Betrieb genommen wurden (Nr. 23 bis 28). Diese waren 10 m lang, hatten eine Leistung von 85 kW und boten Platz für 63 Personen. Zusätzlich wurden Anhänger von Lohner eingesetzt.

### Fahrgastzahlen
In den Jahren 1947 bis 1975 beförderten die Innsbrucker Obusse im Schnitt 3,57 Millionen Fahrgäste pro Jahr. Das Rekordjahr war 1965 mit 4,57 Millionen beförderten Personen.

Fahrgastzahlen der Innsbrucker Obusse 1947–1975 (in 1000)

## Zweiter Betrieb (1988–2007)
1986 fiel die Entscheidung, erneut Oberleitungsbusse in Innsbruck einzuführen und die überlasteten Buslinien O und R auf elektrischen Betrieb umzustellen. Die ursprünglich favorisierte Straßenbahn wurde aus Kosten- und Platzgründen nicht verwirklicht.

### Liniennetz
Am 17. Dezember 1988 wurde das neue Obusnetz eröffnet. Die Linien O und R fuhren in teilweise veränderter Linienführung gegenüber dem vorherigen Dieselbusbetrieb von der Innenstadt (Schleife Hauptbahnhof – Maria-Theresien-Straße – Museumstraße) in das Olympische Dorf bzw. die Reichenau. Anlässlich der Aufnahme des Obus-Betriebs wurde in der Schützenstraße im Olympischen Dorf die erste Busspur in Innsbruck eingerichtet. 1992 wurde das Obusnetz erweitert und die Linie O in eine Durchmesserlinie umgewandelt, die an Stelle der bisherigen Linien L und P nach Allerheiligen und zur Peerhofsiedlung verkehrte. 1995 wurde die Linie R in die Höttinger Au verlängert und ersetzte den Westast der Linie B. Die Linie O wurde später in Hötting West um einen dritten Ast zur Haltestelle Technik-West erweitert, um ein neu entstandenes Wohngebiet anzubinden.
| Linie O | 10,2 Kilometer | Olympisches Dorf – Reichenau – Zentrum – Höttinger Au – Allerheiligen/Peerhofsiedlung/Technik West | in Spitzenzeiten alle fünf Minuten          |
| Linie R | 8,4 Kilometer  | Rehgasse – Höttinger Au – Zentrum – Hauptbahnhof – Saggen – Reichenau – Gumppstraße                | in Spitzenzeiten alle siebeneinhalb Minuten |

Nachdem auf beiden Linien zunehmend Dieselbusse eingesetzt wurden, endete der Obusbetrieb im Februar 2007 gänzlich. Wie schon in den 1980er Jahren geplant, wurde stattdessen das Straßenbahnnetz entsprechend erweitert. Seit 2012 verkehrte die Straßenbahn bis in die Höttinger Au, seit Dezember 2017 alternierend auch bis zu den Endhaltestellen Peerhofsiedlung beziehungsweise Technik West. 2019 wurde die Strecke ins Olympische Dorf eröffnet, womit die Linie O komplett durch die Straßenbahnlinien 2 und 5 ersetzt wurde. Die Linie R wird in teilweise veränderter Linienführung wieder mit Dieselbussen bedient.

### Fahrzeuge
Für den zweiten Betrieb beschafften die IVB anlässlich der Eröffnung 1988 bei Gräf & Stift 16 hochflurige Gelenkwagen des Typs GE 152 M 18 (Betriebsnummern 801 bis 816). Die elektrische Ausrüstung wurde von Asea Brown Boveri zugeliefert. Für die Netzerweiterung 1992 wurden diese um zehn niederflurige Gelenkwagen des Typs NGE 152 M 18 des gleichen Herstellers ergänzt (Betriebsnummern 817 bis 826). Allerdings stammte die Elektrik diesmal von Kiepe. Nach der Betriebseinstellung wurden die zehn Niederflurwagen ins russische Wologda abgegeben. Jeweils acht der sechzehn Hochflurwagen gingen in die bulgarische Hauptstadt Sofia (801, 802, 805, 807, 810, 814, 815 und 816) beziehungsweise nach Brașov in Rumänien (803, 804, 806, 808, 809, 811, 812 und 813).

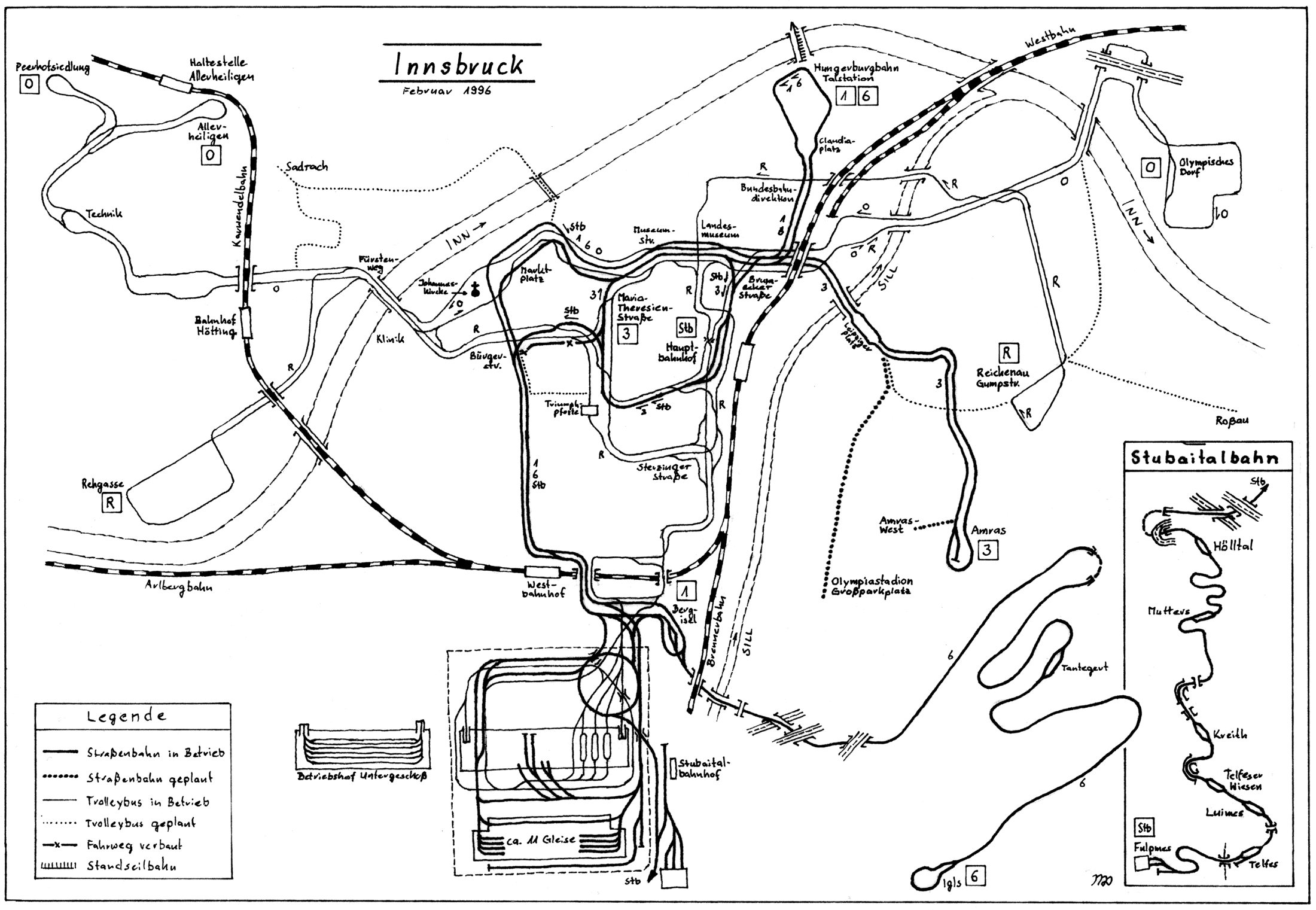
Straßenbahn- und Obus-Netzplan aus dem Jahr 1996
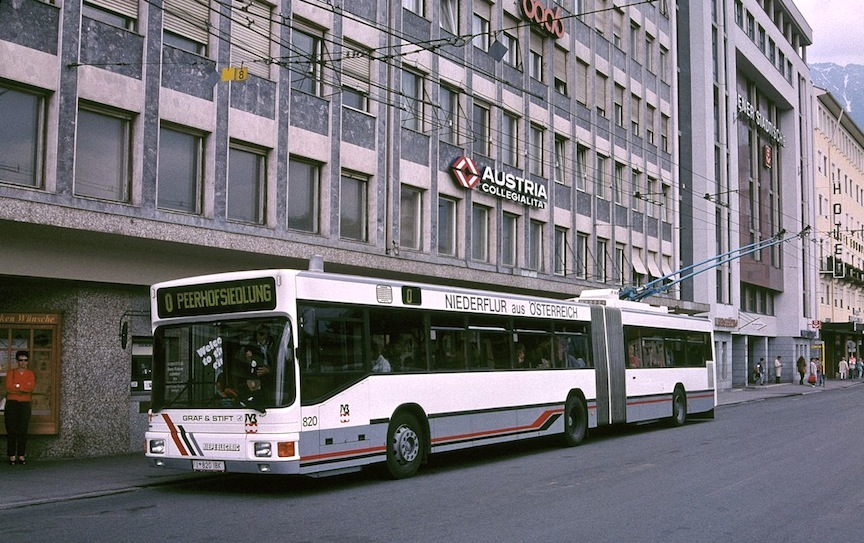
Niederfluriger Obus, Baujahr 1992, am Südtiroler Platz (Hauptbahnhof)
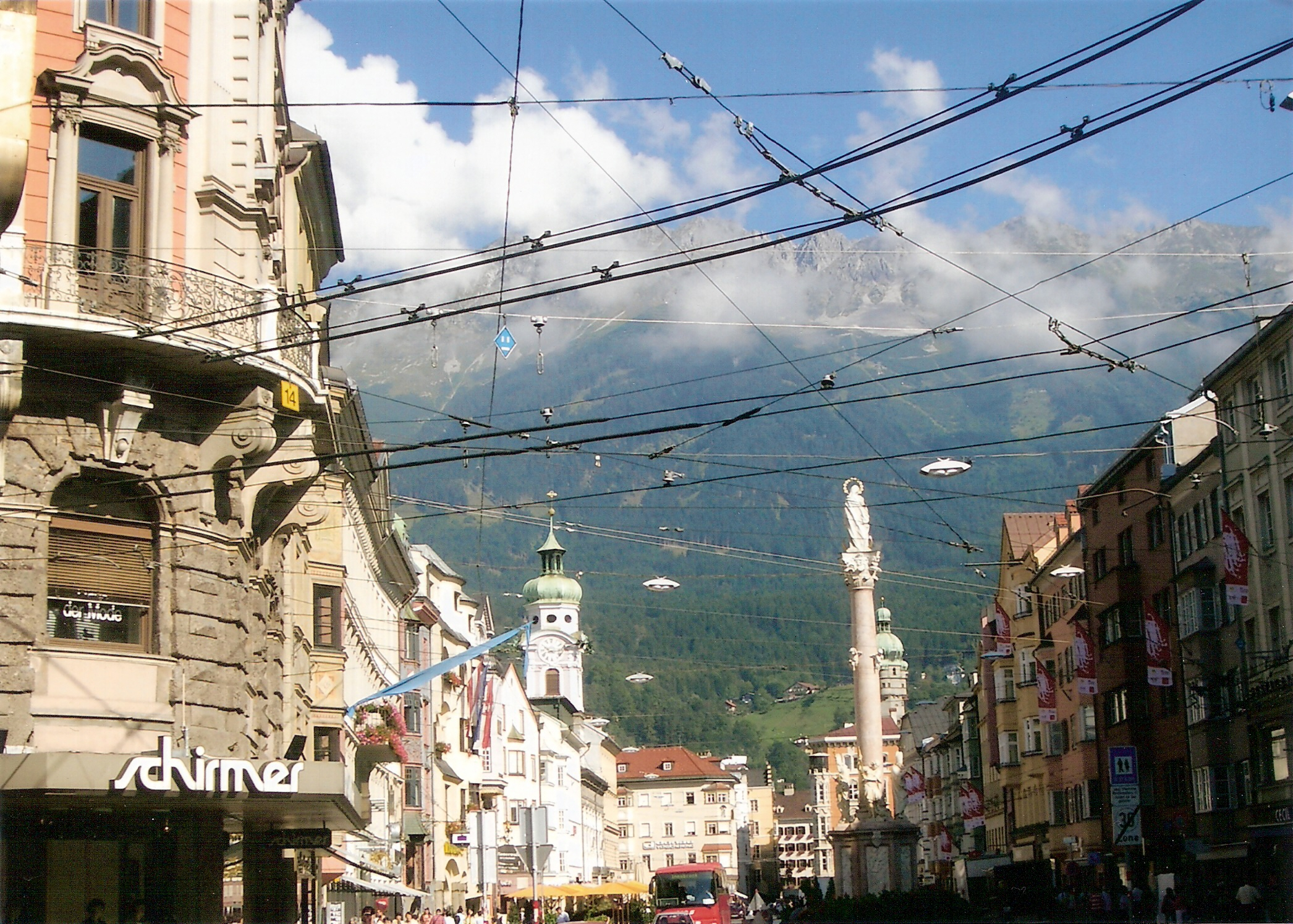
Oberleitungen im Stadtzentrum
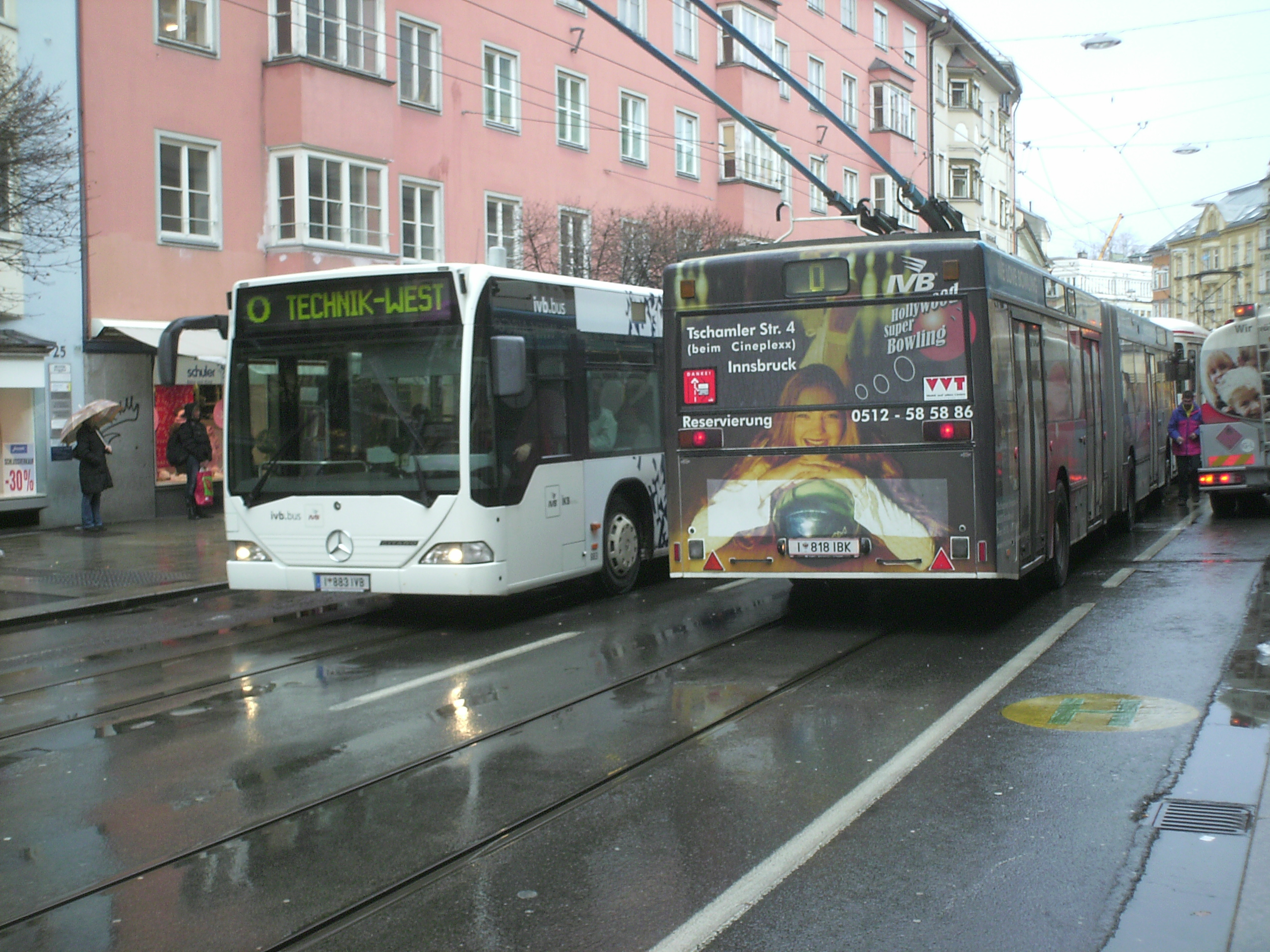
Im Jänner 2007 wurde die Linie O bereits im Mischbetrieb mit Dieselbussen bedient
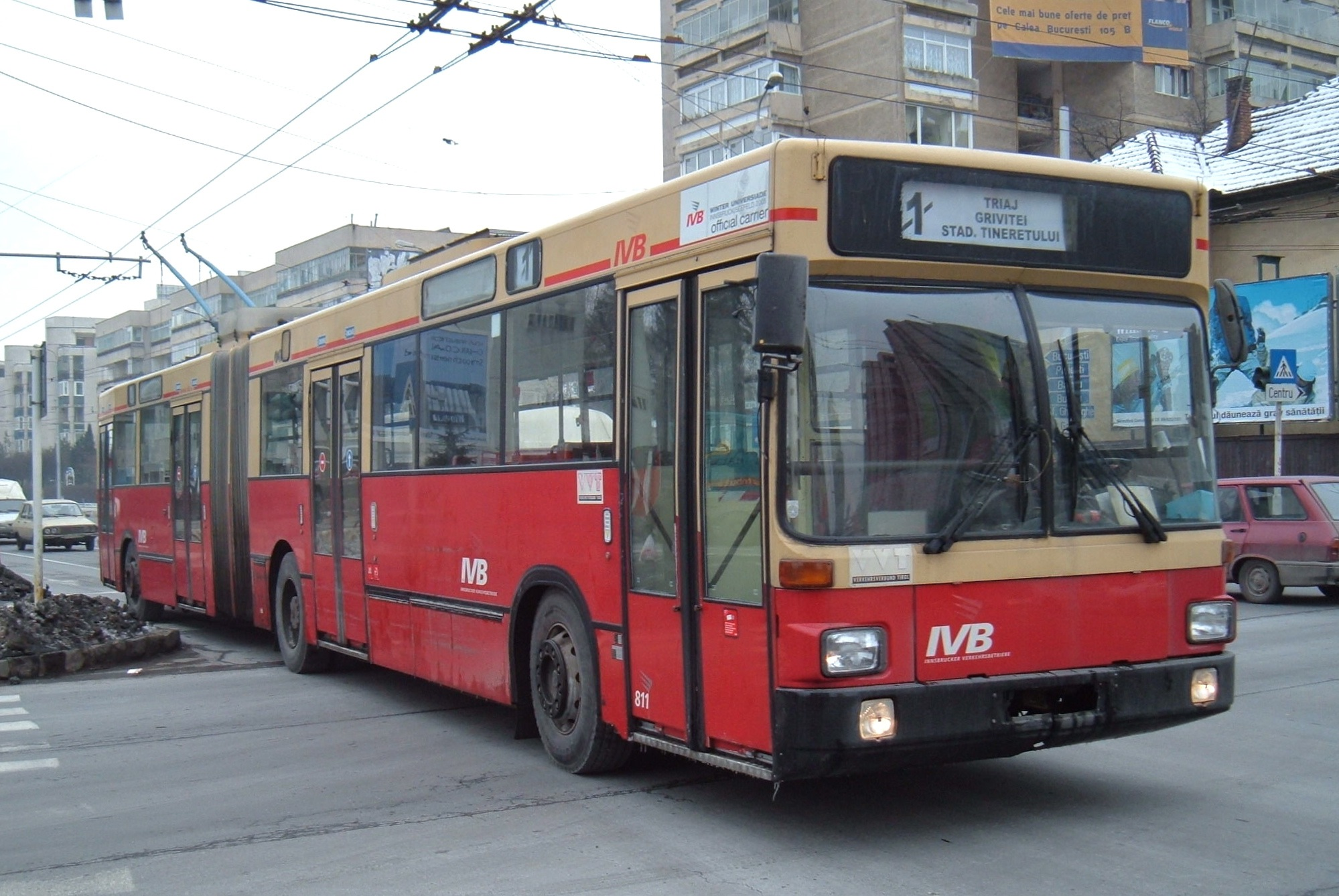
Gräf & Stift Obus 811 mit alter IVB-Lackierung in Brașov
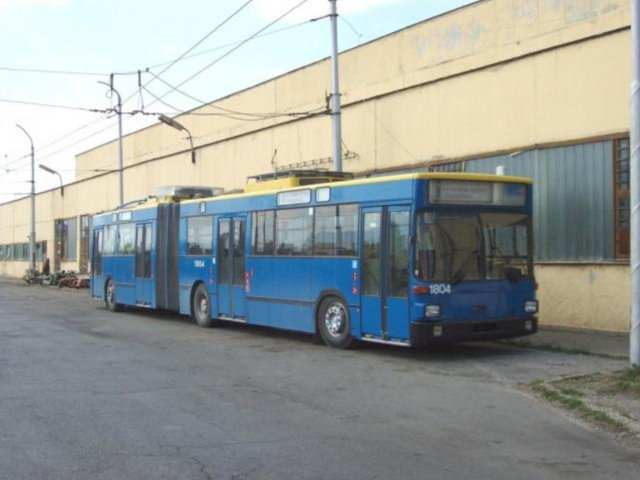
Ein ehemaliger Innsbrucker Oberleitungsbus in Sofia
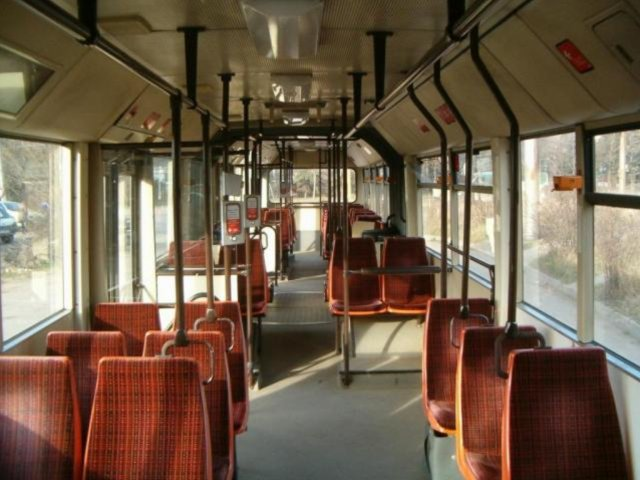
Inneneinrichtung

### Fahrgastzahlen
In den Jahren 1996 bis 2006 beförderten die Innsbrucker Obusse im Schnitt 15,98 Millionen Fahrgäste pro Jahr, mehr als Straßenbahnen oder Dieselbusse.

Fahrgastzahlen der Innsbrucker Obusse 1996–2006 (in 1000)